# Miłosz Szczepański
Miłosz Szczepański (ur. 22 marca 1998 w Nowym Sączu) – polski piłkarz występujący na pozycji pomocnika w klubie ŁKS Łódź.

## Kariera klubowa

### Legia Warszawa
1 lipca 2013 przeszedł do juniorskich drużyn Legii Warszawa. W drużynie Legii Warszawa U19 zadebiutował 6 czerwca 2015 w meczu Centralnej Ligi Juniorów przeciwko Górnikowi Zabrze U19 (1:1). W Lidze Młodzieżowej UEFA zadebiutował 30 września 2015 w meczu przeciwko Liteksowi Łowecz (1:2). Pierwszą bramkę w zespole U19 zdobył 5 grudnia 2015 w meczu CLJ przeciwko Jagielloni Białystok U19 (4:0). W sezonach 2014/15, 2015/16 i 2016/17 trzy razy z rzędu zdobył tytuł Mistrza Polski juniorów.
1 stycznia 2015 został przeniesiony do drużyny Legii Warszawa II, w której zadebiutował 20 sierpnia 2016 w meczu III ligi przeciwko Sokołowi Aleksandrów Łódzki (2:1). Pierwszego gola zdobył 8 października 2016 w meczu ligowym przeciwko RKS-owi Ursus (1:2).
6 lipca 2017 został przeniesiony do pierwszej drużyny Legii Warszawa, w której zadebiutował 21 września 2017 w meczu 1/8 Pucharu Polski przeciwko Ruchowi Zdzieszowice (0:4).

### Raków Częstochowa
26 stycznia 2018 na zasadzie transferu definitywnego przeszedł do Rakowa Częstochowa, w którym zadebiutował 10 marca 2018 w meczu I ligi przeciwko GKS-owi Katowice (2:1). Pierwszą bramkę w barwach klubu zdobył 10 sierpnia 2018 w meczu ligowym przeciwko Odrze Opole (1:0). W sezonie 2018/19 jego zespół dotarł do półfinału Pucharu Polski, w którym przegrał z Lechią Gdańsk (0:1), i wywalczył Mistrzostwo I ligi, zapewniające awans do wyższej klasy rozgrywkowej. W Ekstraklasie zadebiutował 20 lipca 2019 w meczu przeciwko Koronie Kielce (0:1). W sezonie 2020/2021 z powodu kontuzji kolana nie wystąpił w żadnym spotkaniu Rakowa.

### Lechia Gdańsk
21 czerwca 2021 rozpoczął testy sportowe w Lechii Gdańsk. 2 lipca 2021 podpisał trzyletni kontrakt z zespołem. Zadebiutował 23 października 2021 w meczu Ekstraklasy przeciwko Górnikowi Zabrze (1:1).

### Warta Poznań
20 stycznia 2022 został wysłany na półroczne wypożyczenie do klubu Warta Poznań. Zadebiutował 6 lutego 2022 w meczu Ekstraklasy przeciwko Górnikowi Łęczna (1:1). Pierwszą bramkę zdobył 7 maja 2022 w meczu ligowym przeciwko Wiśle Płock (0:3).

## Kariera reprezentacyjna

### Polska U-17
W 2014 otrzymał powołanie do reprezentacji Polski U-17, w której zadebiutował 24 września 2014 w meczu towarzyskim przeciwko reprezentacji Luksemburga U-17 (2:4).

### Polska U-18
W 2015 otrzymał powołanie do reprezentacji Polski U-18, w której zadebiutował 12 sierpnia 2015 w meczu towarzyskim przeciwko reprezentacji Japonii U-18 (0:2).

### Polska U-19
W 2016 otrzymał powołanie do reprezentacji Polski U-19, w której zadebiutował 2 września 2016 w meczu towarzyskim przeciwko reprezentacji Słowenii U-19 (0:0).

### Polska U-21
W 2019 otrzymał powołanie do reprezentacji Polski U-21, jednak nie wystąpił w żadnym meczu, a jeden spędził na ławce rezerwowych.

## Statystyki

### Klubowe
(aktualne na dzień 26 maja 2022)
| Klub                | Sezon              | Liga               | Liga  | Liga   | Puchar kraju | Puchar kraju | Suma  | Suma   |
| Klub                | Sezon              | Liga               | Mecze | Bramki | Mecze        | Bramki       | Mecze | Bramki |
| ------------------- | ------------------ | ------------------ | ----- | ------ | ------------ | ------------ | ----- | ------ |
| Legia Warszawa II   | 2016/17            | III liga           | 23    | 6      | –            | –            | 23    | 6      |
| Legia Warszawa II   | 2017/18            | III liga           | 14    | 2      | –            | –            | 14    | 2      |
| Legia Warszawa II   | Ogólnie            | Ogólnie            | 37    | 8      | 0            | 0            | 37    | 8      |
| Legia Warszawa      | 2017/18            | Ekstraklasa        | 0     | 0      | 1            | 0            | 1     | 0      |
| Legia Warszawa      | Ogólnie            | Ogólnie            | 0     | 0      | 1            | 0            | 1     | 0      |
| Raków Częstochowa   | 2017/18            | I liga             | 7     | 0      | 0            | 0            | 7     | 0      |
| Raków Częstochowa   | 2018/19            | I liga             | 29    | 7      | 4            | 1            | 33    | 8      |
| Raków Częstochowa   | 2019/20            | Ekstraklasa        | 25    | 1      | 2            | 0            | 27    | 1      |
| Raków Częstochowa   | 2020/21            | Ekstraklasa        | 0     | 0      | 0            | 0            | 0     | 0      |
| Raków Częstochowa   | Ogólnie            | Ogólnie            | 61    | 8      | 6            | 1            | 67    | 9      |
| Lechia Gdańsk       | 2021/22            | Ekstraklasa        | 1     | 0      | 1            | 0            | 2     | 0      |
| Lechia Gdańsk       | Ogólnie            | Ogólnie            | 1     | 0      | 1            | 0            | 2     | 0      |
| Warta Poznań (wyp.) | 2021/22            | Ekstraklasa        | 13    | 2      | 0            | 0            | 13    | 2      |
| Warta Poznań (wyp.) | Ogólnie            | Ogólnie            | 13    | 2      | 0            | 0            | 13    | 2      |
| Ogólnie w karierze  | Ogólnie w karierze | Ogólnie w karierze | 112   | 18     | 8            | 1            | 120   | 19     |

### Reprezentacyjne
| Reprezentacja | Rok     | Mecze | Bramki |
| ------------- | ------- | ----- | ------ |
| Polska U-17   |         |       |        |
| 2014          | 1       | 0     |        |
| Ogólnie       | Ogólnie | 1     | 0      |
| Polska U-18   |         |       |        |
| 2015          | 1       | 0     |        |
| Ogólnie       | Ogólnie | 1     | 0      |
| Polska U-19   |         |       |        |
| 2016          | 2       | 0     |        |
| Ogólnie       | Ogólnie | 2     | 0      |

| Mecze i gole w reprezentacji | Mecze i gole w reprezentacji | Mecze i gole w reprezentacji | Mecze i gole w reprezentacji | Mecze i gole w reprezentacji | Mecze i gole w reprezentacji | Mecze i gole w reprezentacji | Mecze i gole w reprezentacji |
| Polska U-17                  | Polska U-17                  | Polska U-17                  | Polska U-17                  | Polska U-17                  | Polska U-17                  | Polska U-17                  | Polska U-17                  |
| Lp.                          | Data                         | Miejsce                      | Gospodarz                    | Gość                         | Wynik                        | Gol                          | Rozgrywki                    |
| ---------------------------- | ---------------------------- | ---------------------------- | ---------------------------- | ---------------------------- | ---------------------------- | ---------------------------- | ---------------------------- |
| 1.                           | 24.09.2014                   | Mamer                        | Luksemburg U-17              | Polska U-17                  | 2:4                          |                              | Mecz towarzyski              |
| Polska U-18                  |                              |                              |                              |                              |                              |                              |                              |
| Lp.                          | Data                         | Miejsce                      | Przeciwnik                   | Wynik                        | Gol                          | Rozgrywki                    |                              |
| 1.                           | 12.08.2015                   | Hiroszima                    | Japonia U-17                 | Polska U-18                  | 0:2                          |                              | Mecz towarzyski              |
| Polska U-19                  |                              |                              |                              |                              |                              |                              |                              |
| Lp.                          | Data                         | Miejsce                      | Przeciwnik                   | Wynik                        | Gol                          | Rozgrywki                    |                              |
| 1.                           | 02.09.2016                   | Ajdovščina                   | Polska U-17                  | Słowenia U-19                | 0:0                          |                              | Mecz towarzyski              |
| 2.                           | 04.09.2016                   | Ajdovščina                   | Polska U-17                  | Słowenia U-19                | 0:0                          |                              | Mecz towarzyski              |

## Sukcesy

### Legia Warszawa
- Mistrzostwo Polski (1×): 2017/2018
- Puchar Polski (1×): 2017/2018

### Raków Częstochowa
- Mistrzostwo I ligi (1×): 2018/2019

## Życie prywatne
Jego brat Sebastian również jest piłkarzem, występującym w polskim klubie Sandecja II Nowy Sącz.
Jego stryj Tomasz również był piłkarzem, który przez większość kariery występował w barwach Sandecji Nowy Sącz.